# Onofhängege Gewerkschaftsbond Lëtzebuerg
Der Onofhängege Gewerkschaftsbond Lëtzebuerg (deutsch: Unabhängiger Gewerkschaftsbund Luxemburg) (OGBL) oder (OGB-L), ist eine für alle Arbeitnehmer und Rentner in Luxemburg offene unabhängige Gewerkschaft mit Sitz in Esch-sur-Alzette. Der OGBL ist die mit Abstand größte Gewerkschaft Luxemburgs.
Der OGBL ist laut Statut unabhängig:
„Der OGBL ist weder an eine Religion noch an eine Weltanschauung gebunden. Er ist parteipolitisch unabhängig und beeinträchtigt dadurch weder die politische noch die weltanschauliche Freiheit des Einzelnen. Im Sinne der parteipolitischen Unabhängigkeit ist das Mandat als Mitglied des geschäftsführenden Vorstands des OGBL unvereinbar mit einem nationalen oder europäischen Abgeordnetenmandat, sowie einem Bürgermeister oder Schöffenratsposten. OGBL-Mitglieder dürfen bei politischen Wahlen keine parteipolitische Propaganda mit OGBL-Geldern und -Mitteln betreiben. Parteipolitische Unabhängigkeit ist jedoch nicht gleichzustellen mit politischer Abstinenz.“

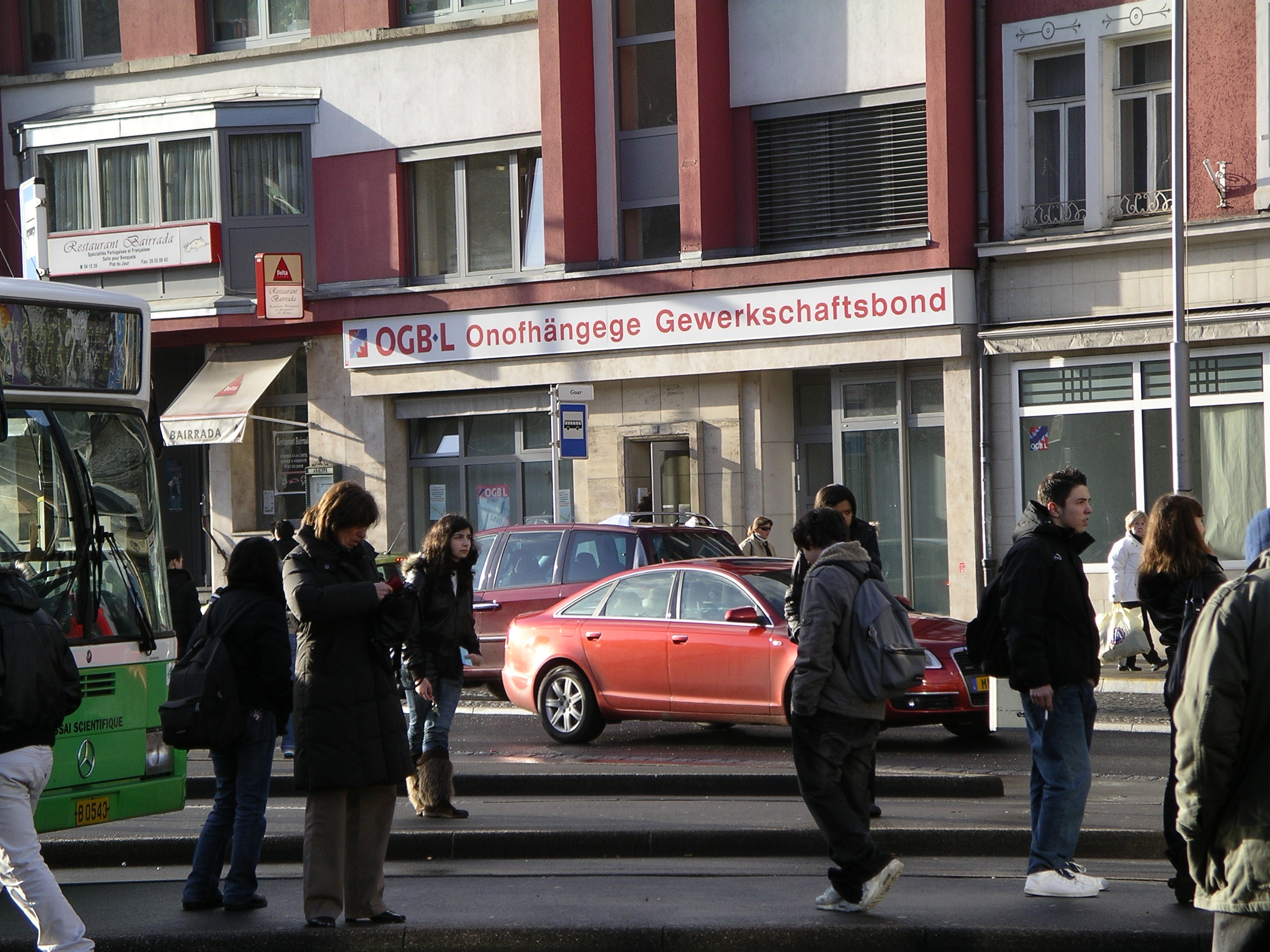
Haus der Gewerkschaft, Esch-sur-Alzette

Auch wenn Luxemburg die zwei wesentlichen Übereinkommen der Internationalen Arbeitsorganisation (ILO) über den Sozialdialog noch nicht ratifiziert hat, ist dieser im luxemburgischen Recht in verschiedener Weise bereits verankert und institutionalisiert. Hierbei handelt es sich um die Übereinkommen Nr. 144 über die dreigliedrigen Beratungen über internationale Arbeitsnormen (1976) und  über das Übereinkommen Nr. 154 über Tarifverhandlungen (1981).
Der OGBL ist Mitglied des  Internationalen Gewerkschaftsbundes (IGB) und des  Europäischen Gewerkschaftsbundes (EGB). In der Mitgliederliste des IGB wird die Mitgliedschaft mit 78.176 angegeben (Stand: November 2017).

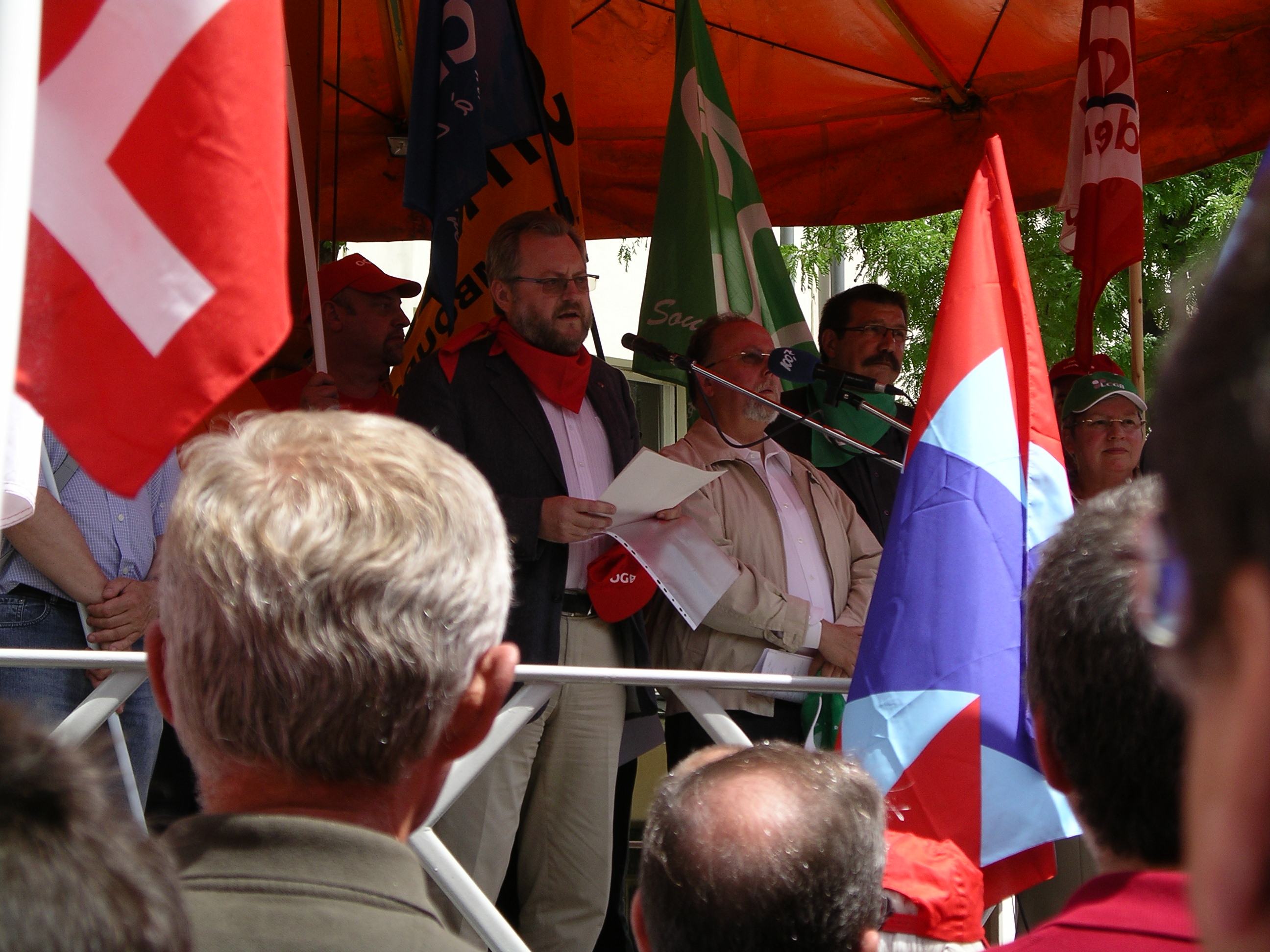
Place Clairefontaine 2008, Internationale Kundgebung gegen EU-Richtlinie

Der OGBL hat seine Wurzeln in den verschiedenen Berg-, Hüttenarbeiter- und Metallarbeiter-Verbänden des vergangenen Jahrhunderts sowie in seiner Vorgängerorganisation, dem LAV, der 1944 aus diesen entstand.
Achtzig Berufskraftfahrer hatten am 7. August 1930 die Association Professionelle et de Secours Mutuels des Conducteurs d'Automobiles du Grand-Duché de Luxembourg, kurz „ACAL“, gegründet. Diese Organisation zählte am Ausbruch des Zweiten Weltkriegs über tausend Mitglieder. Ab 1955 war sie dem Landesverband angeschlossen, bis dann am 26. Juni 2002 eine Kooperation mit dem OGBL vereinbart wurde. Die ACAL hat ihren Sitz heute in Bartringen/Helfenterbrück. Mit über 2600 Mitgliedern verfügt sie über vier hauptamtliche Sekretäre.

## Organisationsstruktur und Programmatik
Die Organisationsgrundsätze des OGBL sind demokratisch. Am Arbeitsplatz können die OGBL-Mitglieder in den betreffenden Betriebssektionen mitarbeiten, die sich in 15 Berufssyndikate gliedern, welchen die Mitglieder gemäß ihrem Beruf angehören. Daneben gibt es 8 Abteilungen, um besondere Gruppeninteressen auf überbetrieblicher Ebene wahrzunehmen. Am Wohnort gehört jedes Mitglied einer Lokalsektion an. 71 Ortssektionen sind in 6 Regionalverbände aufgeteilt.
Das oberste Gremium des OGBL ist der Nationalkongress, der alle fünf Jahre einberufen wird. Der Nationalvorstand, der vom Nationalkongress bestimmt wird, ist das oberste beschließende Organ des OGBL. Innerhalb dieses Gremiums gibt es einen Exekutivvorstand und einen Geschäftsführenden Vorstand, die gegenüber dem Nationalvorstand verantwortlich sind. Die Überwachung dieser Gremien obliegt der Überwachungskommission, deren Mitglieder vom Kongress gewählt werden.
Der geschäftsführende Vorstand innerhalb der Exekutive setzt sich aus Zentralsekretären der Berufssyndikate, die alle 5 Jahre vom Kongress gewählt werden, zusammen. Der geschäftsführende Vorstand ist für die Umsetzung der Entscheidungen der Exekutive zuständig. Er verwaltet das Tagesgeschäft und ist gegenüber der Exekutive rechenschaftspflichtig. Die Generalkoordination des geschäftsführenden Vorstands obliegt dem Präsidenten.
Auf dem 6. ordentlichen Gewerkschaftskongress 2009 wurde Jean-Claude Reding mit großer Stimmenmehrheit zum Präsidenten gewählt. Generalsekretär wurde André Roeltgen.
Am 5. Dezember 2014 wurde Roeltgen zum Präsidenten gewählt. Am 6. Dezember 2019 wurde Nora Back mit 97,5 % der Stimmen zur Präsidentin gewählt. Am 6. Juni desselben Jahres war sie zur Präsidentin der Arbeiterkammer ernannt worden.
Reding berief sich in seiner Rede auf das überragende Ergebnis für den OGBL bei den letzten Sozialwahlen zu den Gremien in der Sozialversicherung sowie der Chambre des salariés und auf die Demonstration vom 16. Mai 2009. Bei der Tripartite, die Anfang 2010 stattfinden soll, werde es „den sozialen Frieden nicht zum Nulltarif“ geben. Die Zustimmung zur Abänderung des Indexsystems für Löhne und Gehälter („Indexmanipulation“) war vom OGBL-Nationalvorstand 2006 lediglich mit 61 % der Stimmen gegeben worden.
Nachdem Alain Kinn zur Chambre des Salariés übergewechselt ist, hat die Nachfolge als Verhandlungssekretär für die Stahlindustrie und angegliederte Bereiche Raymond Kapuscinsky angetreten, seit 1993 Personalvertreter, seit 2000 Präsident der Personalvertretung, ab 2008 Präsident des Zentralausschusses von ArcelorMittal. Ein großer Erfolg war das Abkommen Lux2011, das bis 2011 in den Luxemburger Werken Personalabbau sowie Lohnreduzierung verhindert. Seit 2011 ist Jean-Claude Bernardini Verhandlungssekretär für die Stahlindustrie.
Für die Beratung der Mitglieder in Arbeitsrecht, Sozialrecht und Mietrecht wurde am 3. November 2005 der Informatiouns- a Berodungsservice vum OGBL Asbl gegründet. Er hat ein Jahr nach der Gründung 20.000 Telefonkontakte, 7.000 schriftliche Reaktionen und 13.000 persönliche Beratungen während der ständigen Beratungsstunden verzeichnet. 2.976 Akten zur weiteren Bearbeitung wurden angelegt. Für Grenzgänger wurden auch Zweigbüros in den angrenzenden Ländern geschaffen. Für die Beratung der Grenzgänger in Steuerfragen finden auch jenseits der Grenzen besondere Treffen statt.
Der OGBL ist Herausgeber der mehrsprachigen Mitglieder-Zeitschrift „Aktuell“.

## Berufssyndikate
Die Aufgaben der Berufssyndikate sind: die Vertretung der Mitglieder in Fragen der Arbeitsrechts- und Tarifpolitik, die Koordination der Kollektivvertragspolitik, die Koordination der Betriebspolitik, die praktische Durchführung der Gewerkschafts- und der Öffentlichkeitsarbeit in den Betrieben, die Beratung und Aktivierung der Betriebssektionen, die Entwicklung von Vorschlägen zur Mitgliederbetreuung in den Betrieben, die Bestimmung der Kandidaten für alle innerbetrieblichen Sozialwahlen, dem Nationalvorstand Kandidaten für alle überbetrieblichen Sozialwahlen vorzuschlagen, die Organisation der Beziehungen zu den Arbeitgeberverbänden im Wirkungsbereich des Berufssyndikats, die Mitarbeit in den europäischen und internationalen Gewerkschaftsorganisationen im Wirkungsbereich des Berufssyndikats, denen der OGBL angeschlossen ist. Die Berufssyndikate haben Tarifautonomie in ihrem Bereich.
Es bestehen 15 Berufssyndikate im OGBL:
- Syndikat Bau, Bauhandwerk und Metallkonstruktion
- Syndikat Chemie, Glas, Holz, Kautschuk, Keramik, Papier, Plastik, Textil und Zement
- Syndikat Dienstleistungen und Energie
- Syndikat Druck, Medien und Kultur – FLTL
- Syndikat Eisenbahn/FNCTTFEL/Landesverband
- Syndikat Erziehung und Wissenschaft (SEW)
- Syndikat Finance Sector
- Syndikat Gesundheit und Sozialwesen
- Syndikat Handel
- Syndikat Hüttenindustrie und Bergbau
- Syndikat Metallverarbeitende Industrie
- Syndikat Öffentlicher Dienst OGBL/Landesverband
- Syndikat Private Reinigungsdienste
- Syndikat Straßentransport & Schifffahrt/ACAL
- Syndikat Zivile Luftfahrt

## Abteilungen
Im OGBL bestehen folgende Abteilungen:
- Jugend (Mitglieder bis 35 Jahre) (OGJ)
- Pensionierten
- Frauen (OGBL Equality)
- Arbeitnehmer
- Öffentlicher Dienst
- Immigranten
- behinderte Arbeitnehmer

## Lokalsektionen
Die Aufgaben der Sektionen auf lokaler Ebene sind die praktische Durchführung der zentral beschlossenen und organisierten Öffentlichkeitsarbeit und eigener Werbekampagnen, die Organisation von Kultur-, Kunst und Freizeitaktivitäten, von mitgliederorientierten Dienstleistungen (außerhalb der direkten Mitgliederbetreuung), die Diskussion allgemeiner nationaler und lokaler Fragen, die Einberufung von Mitglieder und Aufklärungsversammlungen, die Organisation der Mitarbeit der Sektion an der gewerkschaftlichen Arbeit, die ordnungsgemäße Vorbereitung der Sektionstage, der Landeskonferenzen und der Nationalkongresse, die Erledigung der administrativen Aufgaben der Sektion und die Verwaltung der Sektionsgelder.